# Deutsche Gesellschaft für Protozoologie
Die Deutsche Gesellschaft für Protozoologie (DGP) ist eine 1981 gegründete Vereinigung von Wissenschaftlern, die sich mit der Protozoologie beschäftigen.
Die Gesellschaft bestimmt den Einzeller des Jahres – erstmals im Mai 2007 auf einer Tagung in Salzburg. Mit ihrer Wahl wollen die Wissenschaftler darauf aufmerksam machen, dass die große Gruppe der Einzeller eine wichtige Rolle für die Ökosysteme der Erde spielt. Seither wurden jährlich (mit Ausnahme 2008) Einzeller des Jahres ernannt.
Für das Jahr 2024 ist es Cafeteria aus der Gattung der Flagellaten.
Inzwischen hat sich der Verein umbenannt zu Gesellschaft für Eukaryotische Mikrobiologie.